# Aknaghbyur
Aknaghbyur là một đô thị thuộc tỉnh Tavush, Armenia. Dân số ước tính năm 2011 là 431 người.